# Capusa
Capusa o Capussa fou fill d'Oesalces (oncle de Masinissa I). Mentre Masinisa era a Hispània lluitant pels cartaginesos, el rei de Numídia Gala (Gayya) va morir (potser l'any 210 aC) i el va succeir Oesalces (Ozalces), que va morir al cap de pocs mesos i el tron va passar al seu fill Capusa, Aquest no era gaire popular i un cap anomenat Mezetul es va revoltar i el va derrotar i matar en una batalla vers el 207 aC i va proclamar rei al jove Lacumaces que no va conservar la corona doncs Masinissa I el va expulsar del tron cap a l'any 205 aC.